# Tanner Groves
Tanner John Groves (Spokane, Washington; 22 de mayo de 1999) es un baloncestista estadounidense que pertenece a la plantilla del Nagasaki Velca de la B.League japonesa. Con 2,08 metros de estatura, juega en la posición de ala-pívot. 

## Trayectoria deportiva

### Universidad
Jugó tres temporadas con los Eagles de la Universidad de Washington Oriental, en las que promedió 7,9 puntos y 4,1 rebotes por partido, En la tercera de las mismas fue elegido Jugador del Año de la Big Sky Conference, tras acabar la misma con 17,2 puntos, 8,0 rebotes y 1,1 tapones por partido.
El 18 de abril de 2021 fue transferido a los Sooners de la Universidad de Oklahoma. Allí jugó dos temporadas más, en las que promedió 10,9 puntos, 6,5 rebotes y 1,5 asistencias por encuentro.

#### Estadísticas
| Año     | Equipo             | PJ       | PT       | MPP      | %TC      | %3P      | %TL      | RPP      | APP      | ROB      | TPP      | PPP      |
| ------- | ------------------ | -------- | -------- | -------- | -------- | -------- | -------- | -------- | -------- | -------- | -------- | -------- |
| 2017–18 | Eastern Washington | Redshirt | Redshirt | Redshirt | Redshirt | Redshirt | Redshirt | Redshirt | Redshirt | Redshirt | Redshirt | Redshirt |
| 2018–19 | Eastern Washington | 28       | 2        | 8.6      | .417     | .385     | .650     | 2.1      | .3       | .1       | .6       | 2.8      |
| 2019–20 | Eastern Washington | 30       | 1        | 9.9      | .589     | .424     | .636     | 2.8      | .3       | .1       | .6       | 5.1      |
| 2020–21 | Eastern Washington | 24       | 24       | 27.0     | .560     | .349     | .778     | 8.0      | 1.3      | .3       | 1.1      | 17.2     |
| 2021–22 | Oklahoma           | 34       | 34       | 25.0     | .532     | .381     | .729     | 5.8      | 1.6      | .4       | .4       | 11.6     |
| 2022–23 | Oklahoma           | 32       | 32       | 25.4     | .508     | .286     | .724     | 7.2      | 1.4      | .8       | 1.1      | 10.2     |
| Total   | Total              | 148      | 93       | 19.3     | .532     | .353     | .733     | 5.1      | 1.0      | .3       | .7       | 9.2      |

### Profesional
Tras no ser elegido en el Draft de la NBA de 2023, disputó con los Oklahoma City Thunder la Liga de Verano de la NBA. El 21 de julio firmó su primer contrato profesional con el equipo polaco del Anwil Włocławek, de la PLK. Jugó 15 partidos, en los que promedió 6,8 puntos y 3,9 rebotes por partido, antes de ser cortado el 2 de enero de 2024.
Tras un breve paso por los Xinjiang Flying Tigers de la CBA china, el 21 de febrero firmó con el SC Rasta Vechta de la Basketball Bundesliga alemana.
El 7 de mayo de 2024 firmó con los Cairns Taipans de la NBL Australia.
El 28 de febrero de 2025 firmó con el Nagasaki Velca de la B.League japonesa para el resto de la temporada 2024-25.